# Малков, Павел Иванович
Па́вел Ива́нович Ма́лков (15 [27] августа 1892, Орловский уезд, Вятская губерния — 19 мая 1956, Москва) — советский чекист, государственный и хозяйственный деятель. Председатель Президиума Всесоюзной Торговой палаты.

## Биография
Родился в 15 августа 1892 г. в деревне Михеевцы Вятской губернии. Закончил два класса церковноприходской школы. Член РСДРП(б) с 1912 г.
1904—1908 — ученик столярной мастерской, г. Орлов.
1908—1909 — ученик в частной столярной мастерской, г. Вятка
1909—1912 — занимался сельским хозяйством в родной деревне.
1912—1915 — плотник столярной мастерской Зайцева, рабочий ж.д. мастерских, г. Котельнич.
Скрываясь от полиции за политическую деятельность, переехал в 1915 году в г. Пермь.
1915 — 03.1917 — столяр-модельщик на Мотовилихинском заводе, Пермская губерния.
03.1917 — 03.1918 — член Мотовилихинского Совета депутатов и Штаба Красной Гвардии.
03.1918 — 08.1918 — член Коллегии Пермской ГубЧК.
08.1918 — 01.1919 — председатель Пермской ГубЧК. Участник расстрела Великого князя Михаила Романова.
01.1919 — 07.1919 — пред. Вятской ЧК, член ОО ВЧК 5 Армии, нач. экспедиции б/б в уездах Вятской губ. — председатель Вятской ГубЧК, ком. войсками Вычегодско-Кай-Чердынского края.
07.1919 — 1920 — председатель Пермской ГубЧК.
07.1920 — 08.1920 — председатель Донской областной ЧК
09.1920 — 1921 — начальник Северо-Кавказского сектора Войск внутренней службы РСФСР. Заместитель полномочного представителя ВЧК по Юго-Восточному краю и Северному Кавказу
до 09.1921 — находился на излечении (г. Москва)
09.1921 — 02.1924 — работал в Крайцентросоюзе
02.1924 — 1927 — секретарь парткома Наркомвнешторга СССР и Госторга РСФСР.
В 1927—1933 гг. — на руководящей работе в АО «Южамторге» в Аргентине и Уругвае.
1933—1936 — член Правления Всесоюзного общества «Экспортлес».
1936—1938 — уполномоченный Наркомвнешторга СССР в Испании, и. о. торгпреда СССР в Каталонии.
1938—1940 — в аппарате Наркомвнешторга СССР.
1940 — 1944 — председатель Президиума Всесоюзной торговой палаты.
1944—1947 — торговый атташе посольства СССР в Колумбии, советник по торговым делам посольства СССР в Колумбии.
С 1947 г. — секретарь Парткома Министерства внешней торговли СССР.
В 1950 — директор Внешторгиздата, член Совета ВТП.
Умер 19 мая 1956 г.

## Комментарии
1. ↑  Деревня Михеевцы (Балезинщина, Горловская), относившаяся к Колковской, в 1920-е годы — к Халтуринской волости Орловского / Халтуринского уезда, в последующем входила в состав Ончевщанского сельсовета Халтуринского района; не сохранилась, ныне — территория Орловского района Кировской области[1].